# Intextomyces umbrinus
Intextomyces umbrinus är en svampart som först beskrevs av Giacopo Bresàdola, och fick sitt nu gällande namn av Hjortstam & Ryvarden 1980. Intextomyces umbrinus ingår i släktet Intextomyces, klassen Agaricomycetes, divisionen basidiesvampar och riket svampar.   Inga underarter finns listade i Catalogue of Life.